# Bangalaia ocellata
Bangalaia ocellata là một loài bọ cánh cứng trong họ Cerambycidae.